# Finn Savery
Finn Savery (født: 24. juli 1933 i Gentofte, død 15. november 2024) var en dansk komponist, pianist, jazzmusiker og kapelmester, og søn af pianist og musikpædagog C.M. Savery (de) og hustru musikpædagog Sigrid Aae.
Han blev uddannet på Det Kongelige Danske Musikkonservatorium i København. Han havde egne grupper, og spillede på vibrafon med Max Brüel. Han komponerede blandt andet musik til Ernst Bruun Olsens musicaler Teenagerlove og Bal i den borgerlige.